# Ваньлі (Новий Тайбей)
Район Ваньлі (кит.: 萬里區) — район в місті центрального підпорядкування Республіки Китай Новий Тайбей. До 2010 року був сільською волостю (鄉 xiāng) повіту Тайбей (кит. трад.: 縣; піньїнь: xiàn; певедзі: koān), заснованого 7 січня 1946 року, у складі провінції Тайвань. 25 грудня 2010 року став частиною (кит. трад.: 區; піньїнь: qū; певедзі: ku) новоутовреного міста.

## Географія
Площа району Ваньлі (Новий Тайбей) на 10 вересня 2017 становила близько 63,3766 км².

## Населення
Населення району Ваньлі на 2015 становило близько 22 634 осіб. Густота населення становила 357,1 осіб/км².